# Ligasystem
Ett ligasystem är en hierarki av ligor i en sport där klubbar vanligtvis kan flyttas ned och upp genom divisioner beroende på slutplacering. De kallas ofta pyramider på grund av deras tendens att ha fler (lokala) divisioner i botten. Ligasystem används i en mängd sporter, speciellt i fotboll och rugby.